# Aleksandr Aleksandrow
Aleksandr Wasiljewicz Aleksandrow (ros. Александр Васильевич Александров; ur. 1 kwietnia?/13 kwietnia 1883 w Płachinie, zm. 8 lipca 1946 w Berlinie) – rosyjski kompozytor, radziecki wojskowy (generał major); Ludowy Artysta ZSRR, założyciel i wieloletni kierownik Chóru Aleksandrowa, autor melodii hymnu ZSRR i hymnu Federacji Rosyjskiej.

## Życiorys
Miał pochodzenie chłopskie. W czasie nauki w szkole śpiewał w szkolnym chórze. W 1892 roku wyjechał do Petersburga, gdzie śpiewał w chórze Soboru Kazańskiego. W 1898 roku ukończył kurs śpiewu w parafialnej szkole muzycznej przy Soborze Kazańskim. W latach 1897–1900 uczył się przy Nadwornej Kapeli Śpiewu (obecnie Państwowa Kapela Akademicka w Petersburgu, od 1900 w Konserwatorium Petersburskim.
W latach 1902–1906 był regentem chóru cerkiewnego w Bołogoje. Od 1906 do 1908 pracował jako regent chóru cerkiewnego w katedralnym soborze Przemienienia Pańskiego w Twerze oraz kierownik chóru miejscowego seminarium duchownego. W 1908 roku wstąpił do Konserwatorium Moskiewskiego, które ukończył w 1913 na kierunku kompozytorskim i w 1916 na kierunku śpiewu. W latach 1918–1922 (już po rewolucji bolszewickiej) był regentem chóru w Soborze Chrystusa Zbawiciela w Moskwie.
Od 1918 roku do śmierci w 1946 wykładał w Konserwatorium Moskiewskim, które w 1922 roku nadało mu tytuł profesora. W latach 1932–1934 pracował tam jako kierownik wydziału chóralnego, w latach 1929–1936 był prodziekanem wydziału dyrygentury wojskowej, od 1940 do śmierci pracował jako dziekan wydziału dyrygentury chóralnej, a od 1942 roku – jako dziekan połączonych wydziałów dyrygentury chóralnej i muzyczno-pedagogicznego. 
Od 1922 roku pracował również jako dyrygent w teatrze kameralnym pod dyrekcją Aleksandra Tairowa, kierował Moskiewską Państwową Kapelą Akademicką (1926–1930) i doradzał w pracy chóru przy Teatrze Stanisławskiego (1928–1930). 
W 1928 założył i kierował do śmierci istniejącym do dzisiaj Zespołem Pieśni i Tańca Armii Czerwonej, znanym na świecie pod nazwą Chóru Aleksandrowa. W 1939 roku wstąpił do WKP (b). W czasie II wojny światowej chór pod jego batutą dał blisko 500 koncertów w strefie przyfrontowej, a sam Aleksandrow w tym okresie napisał większość ze swoich najbardziej rozpoznawalnych utworów. W 1943 roku skomponowana przez niego melodia ze słowami Siergieja Michałkowa stała się oficjalnym hymnem ZSRR. Tego samego roku otrzymał stopień wojskowy generała majora.
Zmarł w okupowanym przez Armię Czerwoną Berlinie w 1946 roku.

## Twórczość

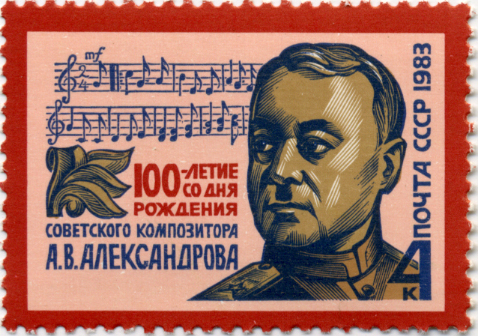
Znaczek pocztowy ZSRR wydany z okazji 100. rocznicy urodzin Aleksandra Aleksandrowa, 1983

Komponował pieśni, kantaty i utwory na chór. Do rewolucji bolszewickiej tworzył głównie muzykę religijną, później do 1927 roku skoncentrował się na rosyjskiej muzyce ludowej, natomiast po założeniu Chóru Aleksandrowa do śmierci komponował głównie utwory wojskowe i patriotyczne, z których jest do dziś najbardziej znany.
Najbardziej wiekopomnym dziełem Aleksandrowa jest muzyka do Hymnu Partii Bolszewików z 1938 roku, która z niewielkimi zmianami stała się podstawą Hymnu ZSRR uchwalonego w 1943. Od 2000 roku jest ona melodią aktualnie obowiązującego Hymnu Federacji Rosyjskiej.
Jest również twórcą muzyki do pieśni wojennej Święta wojna, jednego z najsłynniejszych utworów II wojny światowej. Skomponował także wiele utworów wielbiących osiągnięcia radzieckich przywódców, takich jak Kantata o Stalinie, czy Nad nami sztandar lśni Lenina, a także Pierwsza konna opowiadająca o działaniach 1 Armii Konnej Siemiona Budionnego z czasów wojny domowej w Rosji i wojny polsko-bolszewickiej.

## Odznaczenia i nagrody[2]
- Order Czerwonego Sztandaru Pracy
- Nagroda Stalinowska (2-krotnie)
- Order Lenina
- Order Czerwonej Gwiazdy
- Medal „Za obronę Moskwy”
- Medal „Za zwycięstwo nad Niemcami w Wielkiej Wojnie Ojczyźnianej 1941–1945”
- Medal „Za ofiarną pracę w Wielkiej Wojnie Ojczyźnianej 1941–1945”
- Ludowy Artysta ZSRR 14 marca 1937.
- Order Lwa Białego III klasy (Czechosłowacja)